# Olympische Sommerspiele 2020/Radsport – BMX-Freestyle (Frauen)
Zum ersten Mal in der olympischen Geschichte fand ein Frauenwettbewerb im BMX-Freestyle bei den Olympischen Spielen 2020 in Tokio statt. Dieser wurde am 31. Juli (Vorlauf) und 1. August 2021 (Finale) im Ariake Urban Sports Park nach den Regeln für die Disziplin Park ausgetragen.

## Titelträger
| Olympiasiegerin | nicht im Wettkampfprogramm | Rio de Janeiro 2016 |
| Weltmeisterin   | Hannah Roberts             | Montpellier 2021    |

## Ergebnisse

### Vorlauf
| Rang | Name                   | Nation             | Lauf 1 (Pkt.) | Lauf 2 (Pkt.) | Durchschnitt (Pkt.) |
| ---- | ---------------------- | ------------------ | ------------- | ------------- | ------------------- |
| 1    | Hannah Roberts         | Vereinigte Staaten | 89,80         | 85,60         | 87,70               |
| 2    | Perris Benegas         | Vereinigte Staaten | 84,80         | 88,20         | 86,50               |
| 3    | Nikita Ducarroz        | Schweiz            | 83,70         | 83,40         | 83,55               |
| 4    | Charlotte Worthington  | Großbritannien     | 81,80         | 81,20         | 81,50               |
| 5    | Natalya Diehm          | Australien         | 77,40         | 79,00         | 78,20               |
| 6    | Lara Lessmann          | Deutschland        | 66,00         | 73,40         | 69,70               |
| 7    | Macarena Pérez         | Chile              | 70,20         | 65,60         | 67,90               |
| 8    | Minato Oike            | Japan              | 60,00         | 62,90         | 61,45               |
| 9    | Jelisaweta Possadskich | ROC                | 51,80         | 50,80         | 51,30               |

### Finale
| Rang | Name                   | Nation             | Lauf 1 (Pkt.) | Lauf 2 (Pkt.) | Bester (Pkt.) |
| ---- | ---------------------- | ------------------ | ------------- | ------------- | ------------- |
| 1    | Charlotte Worthington  | Großbritannien     | 38,60         | 97,50         | 97,50         |
| 2    | Hannah Roberts         | Vereinigte Staaten | 96,10         | 28,40         | 96,10         |
| 3    | Nikita Ducarroz        | Schweiz            | 89,20         | 54,60         | 89,20         |
| 4    | Perris Benegas         | Vereinigte Staaten | 81,20         | 88,50         | 88,50         |
| 5    | Natalya Diehm          | Australien         | 86,00         | 80,50         | 86,00         |
| 6    | Lara Lessmann          | Deutschland        | 79,60         | 78,00         | 79,60         |
| 7    | Minato Oike            | Japan              | 13,40         | 75,40         | 75,40         |
| 8    | Macarena Pérez         | Chile              | 24,40         | 73,80         | 73,80         |
| 9    | Jelisaweta Possadskich | ROC                | 63,00         | 10,20         | 63,00         |